# 赤松镇 (靖宇县)
赤松乡，是中华人民共和国吉林省白山市靖宇县下辖的一个乡镇级行政单位。

## 行政区划
赤松乡下辖以下地区：
赤松村、小沙河村、三零九村、马架子村、青山村、刺秋岭村、长胜村、二道河子村、岗顶村、清泉村、西山村、青松村、赤柏村和双桥村。